# Big Water (Utah)
Big Water é uma cidade  localizada no estado norte-americano de Utah, no Condado de Kane.

## Demografia
Segundo o censo norte-americano de 2000, a sua população era de 417 habitantes. 
Em 2006, foi estimada uma população de 413, um decréscimo de 4 (-1.0%).

## Geografia
De acordo com o United States Census Bureau tem uma área de 
15,7 km², dos quais 15,7 km² cobertos por terra e 0,0 km² cobertos por água. Big Water localiza-se a aproximadamente 1252 m acima do nível do mar.

## Localidades na vizinhança
O diagrama seguinte representa as localidades num raio de 64 km ao redor de Big Water. 